# Pécs-Baranya FC

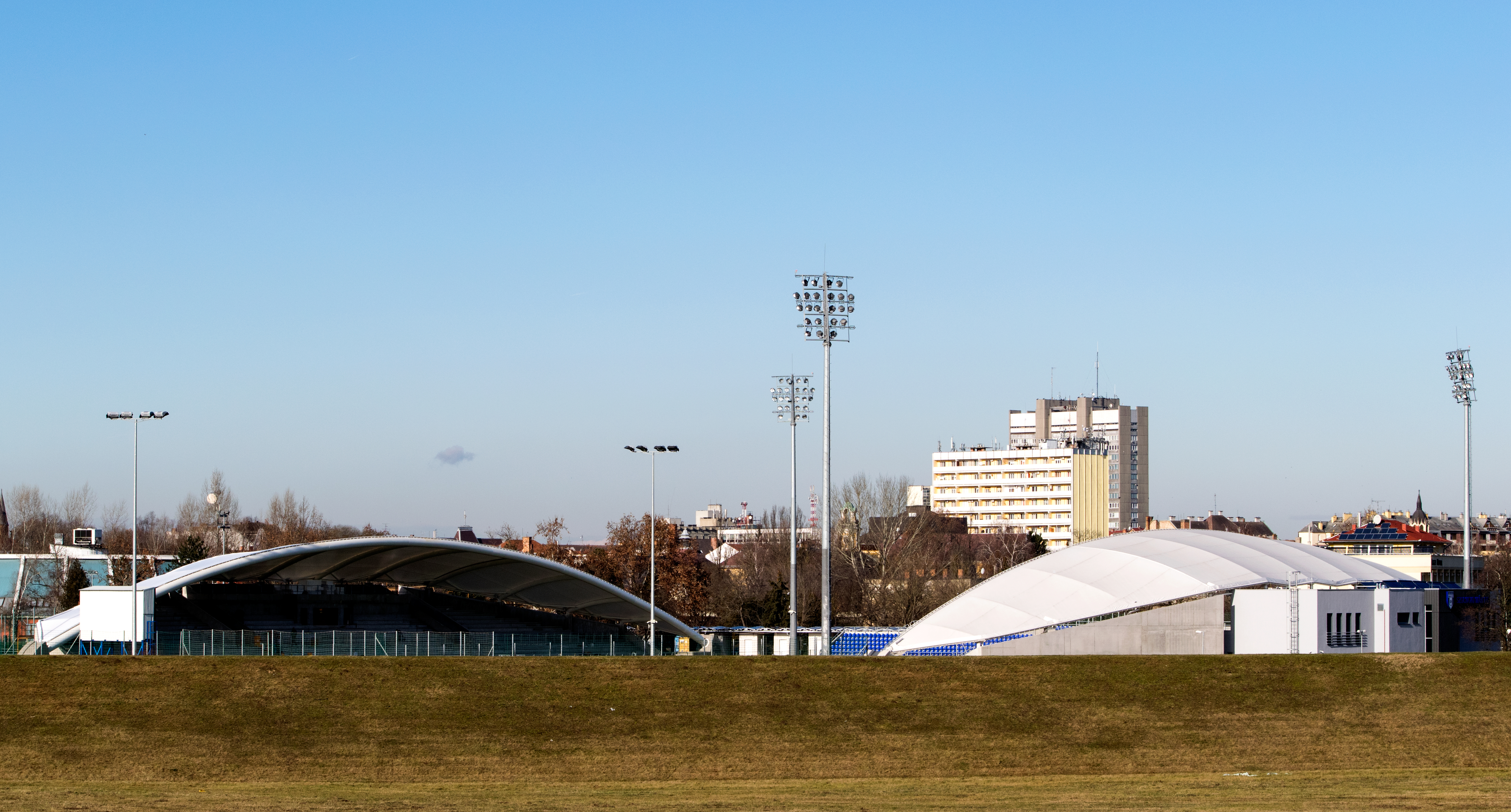
Stadion klubu - Tiszaligeti

Pécs-Baranya FC – węgierski klub piłkarski z siedzibą w mieście Pécs działający w latach 1926–1932.

## Historia
Zespół powstał z połączenia dwóch amatorskich drużyn z miasta Pecz: Pécsi Sport Club i Pécsi Atlétikai Club.

## Osiągnięcia
- W lidze (2 sezony na 109) : 1929/30-1930/31